# Antoine Tisné
Antoine Tisné (ur. 29 listopada 1932 w Lourdes, zm. 21 lipca 1998 w Paryżu) – francuski kompozytor.

## Życiorys
Studiował w Konserwatorium Paryskim, gdzie do grona jego nauczycieli należeli Georges Hugon, Noël Gallon, Darius Milhaud i Jean Rivier. W 1962 roku zdobył II Prix de Rome oraz nagrodę im. Lili Boulanger. Od 1967 do 1992 roku pracował jako inspektor do spraw muzyki we francuskim ministerstwie kultury. Odbywał liczne podróże m.in. do Stanów Zjednoczonych, Hiszpanii i Grecji, odwiedził też Indie i Afrykę. Uczył kompozycji i orkiestracji na Uniwersytecie Paryskim. Od 1992 roku był inspektorem szkół muzycznych miasta Paryża. 
Otrzymał m.in. nagrodę im. Siergieja Kusewickiego (1979), wielką nagrodę muzyczną miasta Paryża (1988) oraz Grand Prix de la SACEM (1988). Komandor Orderu Sztuki i Literatury (1994).

## Twórczość
Był autorem bogatego dorobku kompozytorskiego, obejmującego przeszło 130 utworów. W swojej twórczości posługiwał się różnymi współczesnymi technikami, traktując je jednak indywidualistycznie, poza normami i szkołami muzycznymi. Wykorzystywał eklektycznie takie środki warsztatowe jak dodekafonia, aleatoryzm, klastery i ćwierćtony.

## Wybrane kompozycje
(na podstawie materiałów źródłowych)

### Utwory orkiestrowe
- 4 koncerty fortepianowe (I 1959, II 1961, III 1962, IV 1993)
- 3 symfonie (I 1959, II 1963, III 1994)
- Chant d’amour et de mort (1962)
- A une ombre (1962)
- Mouvements symphoniques (1963)
- Koncert wiolonczelowy (1965)
- Koncert na flet i smyczki (1965)
- Étude d’après Goya (1966)
- Cosmogonies na 3 orkiestry (1967)
- Séquences pour un rituel na smyczki (1968)
- Koncert skrzypcowy (1969)
- Arches de lumière (1972)
- Ondes flamboyantes na smyczki (1973)
- Stratégies na 4 zespoły dęte blaszane (1973)
- Impacts na fale Martenota i 2 orkiestry smyczkowe (1973)
- Synergies na 2 zespoły smyczkowe i instrumenty dęte (1974)
- Chant pour une autre galaxie na organy, smyczki i kotły (1978)
- Dolmen II na zespół perkusyjny (1978)
- Reliefs irradiants de N.Y. (1979)
- Orbes de feu (1981)
- Temps spectral na fortepian, 2 zespoły dęte i perkusję (1982)
- Alcaphante na zespół fletów, róg, perkusję i smyczki (1983)
- Mouvement concertant na fortepian, instrumenty dęte blaszane i smyczki (1985)
- La Tour (1987)
- Hymne pour note tems na 15 saksofonów (1989)
- Les Voiles de la nuit (1991)
- De la nuit à l’aurore na obój i smyczki (1991)
- Célébration II na smyczki (1991)

### Utwory kameralne
- 4 kwartety smyczkowe (I 1956, II 1979, III 1979, IV 1988)
- Sonata wiolonczelowa (1960)
- Kwintet dęty (1961)
- Sonata skrzypcowa (1963)
- Visions des temps immémoriaux na fale Martenota, fortepian i perkusję (1964)
- Sonata fletowa (1964)
- Sonata altówkowa (1966)
- Musique en trio na fortepian, skrzypce i wiolonczelę (1967)
- Strates colorées na obój, trąbkę, puzon i altówkę (1970)
- Profils d’ombres na skrzypce i fortepian (1972)
- Héraldiques na trąbkę i fortepian (1975)
- Les Muses inquiétantes na septet dęty i perkusję (1975)
- Isomoprhies na sekstet smyczkowy (1975)
- Musique en quatour na flet, klarnet, skrzypce i wiolonczelę (1976)
- Profils éclatés na organy i 5 instrumentów dętych blaszanych (1976)
- Reflets d’un sorge na flet, altówkę i harfę (1977)
- Cyclades na fale Martenota i fortepian (1978)
- Espaces irradiés na saksofon altowy i fortepian (1978)
- 3 Études na kwartet smyczkowy (1978)
- Iles des temps na sześć fal Martenota (1980)
- Épisodes new-yorkais na flet, klarnet, skrzypce, wiolonczelę, fortepian i recytatora ad libitum (1985)
- Sérénade de la nuit na flet, skrzypce i altówkę (1990)
- Les Voix de l’ombre na flet i trio smyczkowe (1991)
- 3 Études d’apres des toiles de Maurice Denis na flet i trio smyczkowe (1994)

### Utwory fortepianowe
- Sonata (1964)
- Soleils noirs (1967)
- Solars Vortices (1970)
- Bocéphal na 2 fortepiany (1982)

### Utwory organowe
- Luminiscences (1974)
- Alatamira (1975)
- Préludes (1989)
- Processional (1993)

### Utwory wokalne i wokalno-instrumentalne
- Cantique du printemps na sopran, tenora i orkiestrę (1960)
- Chants d’espace I–II na chór dziecięcy (1974)
- Célébration I na 3 chóry i  orkiestry (1975)
- Regas na recytatora i trzy fale Martenota (1978)
- Passage na sopran i smyczki (1985)
- L’Heure des hommes na sopran, chór męski i orkiestrę (1985)
- Le Fond du temps na 12 głosów (1986)
- Le Chant des yeux na sopran, chór i orkiestrę (1986)
- Antienne pour l’au-delà na baryton i smyczki (1987)
- Psaume 138 na zespół wokalny, chór i orkiestrę (1990)
- Psaume 57 na zespół wokalny, chór i orkiestrę (1990)
- Dans la lumière d’Orcival na chór (1992)
- Invocation na baryton i orkiestrę (1993)

### Utwory sceniczne
- teatr muzyczny La Ramasseuse de sarments (1980)
- balet Point fixe (1982)
- muzyczny teatr dla dzieci Les Enfants du Ciel (1984)
- balet Instant (1985)
- opera dziecięca Le Chemin des bulles (1988)
- opera Pour l’amour d’Alban (1992)